# Allocosa gorontalensis
Allocosa gorontalensis är en spindelart som först beskrevs av Anna Maria Sibylla Merian 1911.  Allocosa gorontalensis ingår i släktet Allocosa och familjen vargspindlar.
Artens utbredningsområde är Sulawesi. Inga underarter finns listade i Catalogue of Life.